# مدرسة طب جامعة برمنغهام
مدرسة طب جامعة برمنغهام (بالإنجليزية: University of Birmingham Medical School)‏ هي واحدة من أقدم وأكبر المدارس الطبية في المملكة المتحدة. مقر هذه المدرسة الطبية هو جامعة برمنغهام في منطقة إدغباستون بمدينة بيرمنغهام الإنجليزية. تم تأسيس هذه المدرسة رسمياً في 1828، ويتخرج فيها سنوياً أكثر من 400 طبيب. اندمجت مع كلية ماسون للعلوم سنة 1900. وأصبحت منذ سنة 2008، وبموجب تعديل في الهيكل المؤسسي، أحد الكيانات التابعة لكلية العلوم الطبية وطب الأسنان.

## خريجون بارزون
- حسين يسري

## وصلات خارجية
- الموقع الرسمي لكلية العلوم الطبية وطب الأسنان بجامعة برمنغهام